# Sabino de Canosa
Sabino de Canosa (461 - Canosa di Puglia, 9 de febrero de 566) fue obispo de Canosa. Es venerado como santo por la Iglesia católica.

## Vida
Sabino vivió a finales del siglo V y principios del siglo VI, tras la caída del Imperio Romano. Fue enviado como legado papal a Constantinopla en 525, siendo papa Juan I y, en 536, durante el pontificado Agapito I, que murió en este viaje. En 531, participó en el Sínodo romano siendo papa Bonifacio II.
Construyó iglesias y edificios. Siguió la disciplina de la Orden de San Benito de ora et labora. Tras unos 52 años de episcopado, Sabino murió el 9 de febrero de 566.